# Georges Comhaire
Georges Comhaire, né le 1er mars 1909 à Seraing et mort le 13 janvier 2000 à Liège, est un graveur et un peintre belge.

## Biographie
Élève d'Auguste Mambour et de Jean Donnay à l'atelier de gravure de l'académie des beaux-arts de Liège, Georges Comhaire se voit déjà attribuer le Prix Marie de la Ville de Liège en 1934. Il est cofondateur en 1949 du groupe d'art « 10 Pointes et Brosses » avec José Delhaye, Robert Liard, Joseph Zabeau, Jean Donnay, Flory Roland, Jean Debattice, Albert Lemaître, Marceau Gillard, et Edgar Scauflaire. Il est titulaire du cours de décoration à l'Académie de 1951 à 1954, et reçoit le Prix de consécration de la gravure décerné par la province de Liège en 1961avant de succéder à Jean Donnay comme professeur de gravure l'année suivante. C'est à ce moment qu'il commence à produire une œuvre comme peintre et dessinateur, à côté de son travail de gravure sur bois et sur métal. Il se spécialise dans des pastels de paysages chauds en couleurs du sud de la France et de l'Espagne. Passionné des Maximes de La Rochefoucauld, il illustre aussi les travers des hommes dans leur quotidien.
À son départ à la retraite, en 1974, il cède sa charge de professeur de gravure et de lithographie à son élève Dacos. La même année, la Ville de Liège lui consacre une grande rétrospective au Musée des Beaux-Arts, montrant plus de 200 œuvres de l'artiste.
Sa dernière exposition se tient à la Galerie Liehrmann à Liège, fin 1999, deux mois avant son décès.